# Cactus Jack Records
Cactus Jack Records – wytwórnia płytowa założona przez amerykańskiego rapera i piosenkarza Travisa Scotta. Obecni wykonawcy w wytwórni to; Travis Scott, Sheck Wes, Don Toliver, Luxury Tax, SoFaygo, Chase B i WondaGurl.
Wytwórnia posiada również własny dział wydawniczy, Cactus Jack Publishing.

## Historia
W marcu 2017 roku Travis Scott ogłosił, że uruchomi własną wytwórnię pod nazwą Cactus Jack Records. Podczas wywiadu Scott powiedział: „Nie robię tego, aby mieć kontrolę finansową nad moją muzyką. Chcę przede wszystkim pomagać innym artystom, wprowadzać nowe nazwiska, zapewniać możliwości. Chcę zrobić dla nich to, co mi się przydarzyło, ale lepiej.” We wrześniu 2017 roku Smokepurpp podpisał kontrakt z wytwórnią, ale odszedł nieco później w 2019 roku. 17 grudnia hip-hopowy duet Huncho Jack (składający się ze Scotta i Quavo z hiphopowego trio Migos) wydał swój debiutancki album Huncho Jack, Jack Huncho pod tą wytwórnią. Huncho Jack, Jack Huncho znalazł się na trzecim miejscu na liście Billboard 200.
W lutym 2018 roku wytwórnia podpisała umowę z Sheck Wesem we wspólnym kontrakcie z Interscope Records i wytwórnią Kanye Westa GOOD Music. 10 marca Wes ogłosił swój debiutancki album studyjny zatytułowany Mudboy, który ukazał się 5 października. 3 sierpnia Scott wydał swój trzeci album studyjny Astroworld. Później w tym samym miesiącu, Don Toliver podpisał kontrakt z wytwórnią po tym, jak pojawił się w piosence z albumu Astroworld „Can’t Say”. Astroworld znalazł się na pierwszym miejscu Billboard 200, podczas gdy Mudboy osiągnął miejsce 17.
29 listopada 2019 roku Scott ogłosił pierwszy kompilacyjny album wytwórni zatytułowany JackBoys, który ukazał się 27 grudnia. Album znalazł się na pierwszym miejscu na liście Billboard 200, stając się pierwszym numerem jeden nowej dekady.
13 marca 2020 roku Toliver wydał swój debiutancki album studyjny zatytułowany Heaven or Hell pod szyldem wytwórni, który był wspierany przez trzy single: „No Idea”, „Can’t Feel My Legs” i „Had Enough”. Album znalazł się na 7. miejscu na liście Billboard 200. 24 kwietnia Scott i Kid Cudi wydali piosenkę zatytułowaną „The Scotts” pod taką samą nazwą duetu jak tytuł. 21 lipca kanadyjski producent muzyczny i bliski współpracownik wytwórni WondaGurl podpisał umowę wydawniczą z oddziałem wydawniczym Cactus Jack, Cactus Jack Publishing i Sony/ATV Music Publishing, we współpracy z jej własną wytwórnią płytową i wydawnictwem Wonderchild Music.
24 czerwca 2021 r. Scott ogłosił współpracę między Cactus Jack a marką modową Dior, której kolekcja odzieży męskiej została ujawniona następnego dnia w transmisji na żywo, która zawierała również fragmenty nadchodzącego, czwartego albumu studyjnego Scotta, Utopia.
Pod koniec września 2021 Toliver i Chase B ogłosili, że w październiku wydadzą własne solowe projekty zatytułowane odpowiednio Life of a Don i Escapism. Toliver później wydał Life of a Don 8 października. Album znalazł się na drugim miejscu na liście Billboard 200.

## Członkowie

### Obecni artyści
| Artysta      | Rok dołączenia | Wydania (pod szyldem wytwórni) |
| ------------ | -------------- | ------------------------------ |
| Travis Scott | 2017           | 3                              |
| Sheck Wes    | 2018           | 1                              |
| Don Toliver  | 2018           | 2                              |
| Luxury Tax   | 2019           | 1                              |
| SoFaygo      | 2021           | 1                              |

### Byli artyści
| Artysta    | Lata      | Wydania (pod szyldem wytwórni) |
| ---------- | --------- | ------------------------------ |
| Smokepurpp | 2017–2019 | 0                              |

### Producenci
| Producent                         | Lata                           | Wydania (pod szyldem wytwórni) |
| Jako część Cactus Jack Records    | Jako część Cactus Jack Records | Jako część Cactus Jack Records |
| --------------------------------- | ------------------------------ | ------------------------------ |
| Chase B                           | od 2017                        | 0                              |
| Jako część Cactus Jack Publishing |                                |                                |
| WondaGurl                         | od 2020                        | 0                              |